# Pavonia ramboi
Pavonia ramboi är en malvaväxtart som beskrevs av Antonio Krapovickas och Cristobal. Pavonia ramboi ingår i släktet påfågelsmalvor, och familjen malvaväxter. Inga underarter finns listade i Catalogue of Life.